# فصل المقال في ما بين الحكمة والشريعة من اتصال
فصل المقال في ما بين الحكمة والشريعة من اتصال هو مقال فلسفي إسلامي كتبه المسلم الأندلسي والفيلسوف ابن رشد (1126-1198)، والذي فيه «يفحص التوتر المزعوم بين الفلسفة والدين» ويخلص إلى أن الفلسفة في الحقيقة (على وجه الخصوص، فلسفة أرسطو) ليست معارضة بل في الواقع تعمل جنبا إلى جنب مع الفلسفة الإسلامية. في المقال يجادل ابن رشد أن بعض المسلمين ملزمون بدراسة الفلسفة، وأن هذا الموضوع يجب اعتباره علما إسلاميا. يحتوي المقال أيضا على العديد من الأفكار الفريدة الأخرى، بما في ذلك تأكيد ابن رشد «أن القرآن يجب أن يُقرأ أحيانًا بطريقة غير حرفية». ووفقًا لوليام ثيودور دي باري وأينسلي امبري، فإن «تناغم الأديان والفلسفة» يمثل «محاولة كلاسيكية للتوفيق بين الدين والفلسفة».

## وصلات خارجية
- كتابين الأول فصل المقال والثاني الكشف عن مناهج الأدلة في عقائد الملة على موقع المجموعات العربية على الإنترنت